# Anita Girst
Anita Girst (* 25. Juli 1944 in Trier) ist eine deutsche Politikerin (CDU). 
Girst besuchte das Gymnasium und machte einen Fachhochschulabschluss als Diplom-Verwaltungswirtin. Es folgte ein abgeschlossenes interdisziplinäres Frauenstudium an der Universität des Saarlandes. Sie war danach bei der Stadtverwaltung Trier und beim Ministerium für Soziales, Gesundheit und Umwelt in Rheinland-Pfalz tätig und daraufhin stellvertretende Abteilungsleiterin für studentische Angelegenheiten sowie Personal- und Haushaltsangelegenheiten bei der Hochschule für Technik und Wirtschaft in Saarbrücken.
1976 trat Girst in die CDU ein. Sie gründete die Ortsverbände der Frauen-Union in Bitburg und Mainz. Danach gehörte sie mehreren Orts- und Kreisvorständen an sowie dem Vorstand des Stadtverbandes Saarbrücken. In Saarbrücken selbst nahm sie verschiedene Vorstandspositionen im Orts- und Kreisvorstand wahr, dort war sie auch Mitglied des Stadtrates. Von 1994 bis 2004 war Girst Mitglied im Landtag des Saarlandes.
Girst ist ehemalige Präsidentin des SV Saar 05 Saarbrücken.
2009 wurde Girst mit dem Verdienstorden des Saarlandes ausgezeichnet. 
Anita Girst ist die Mutter des Kulturmanagers Thomas Girst.